# Tasse

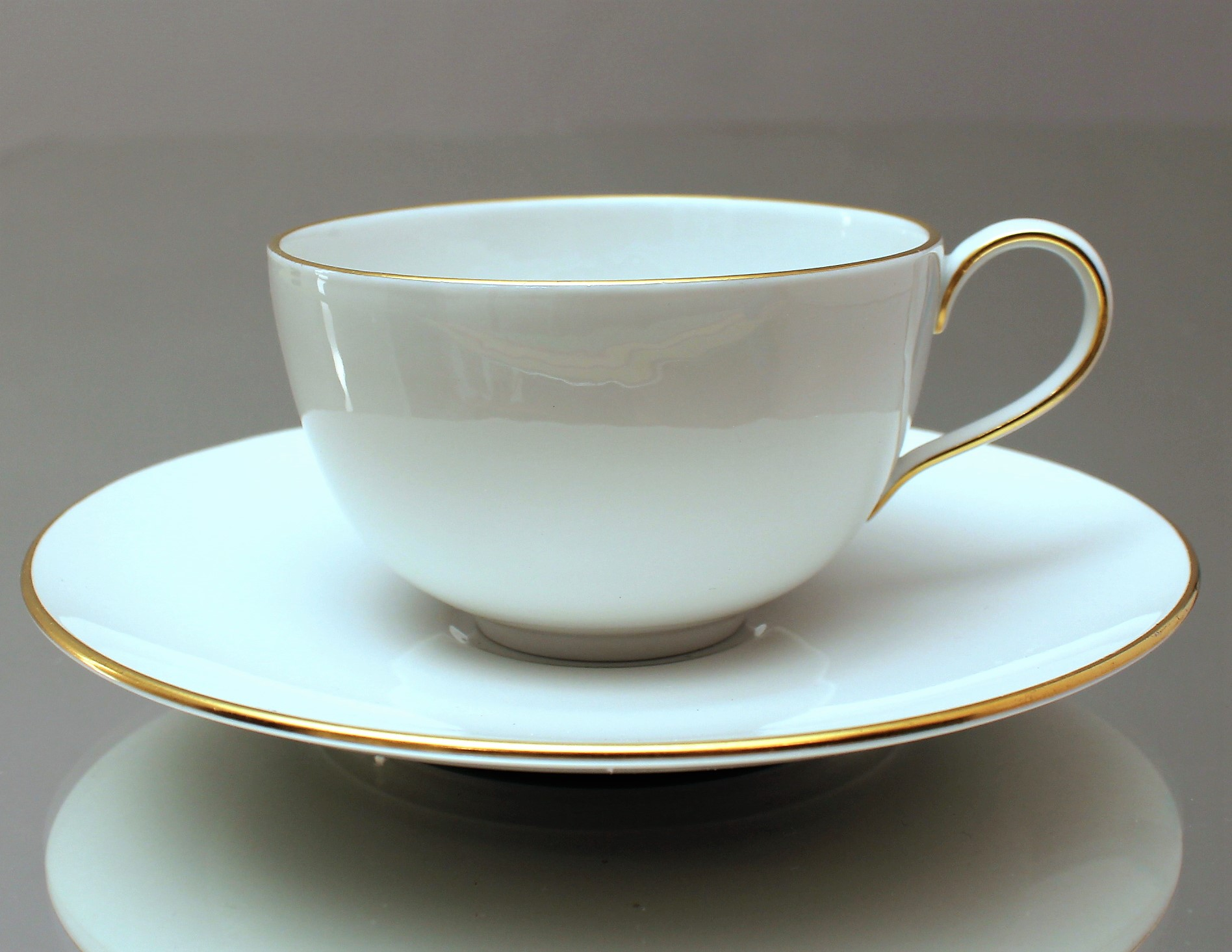
Kaffeetasse (Ober- und Untertasse) aus dem Service Urbino von KPM (Entwurf: Trude Petri)

Eine Tasse ist ein Trinkgefäß mit Henkel, das vorrangig für Heißgetränke verwendet wird. Umgangssprachlich werden größere Tassen auch Becher und in Norddeutschland Pott genannt. Österreichisch umgangssprachlich werden die Bezeichnungen Haferl oder Häferl verwendet.

## Etymologie

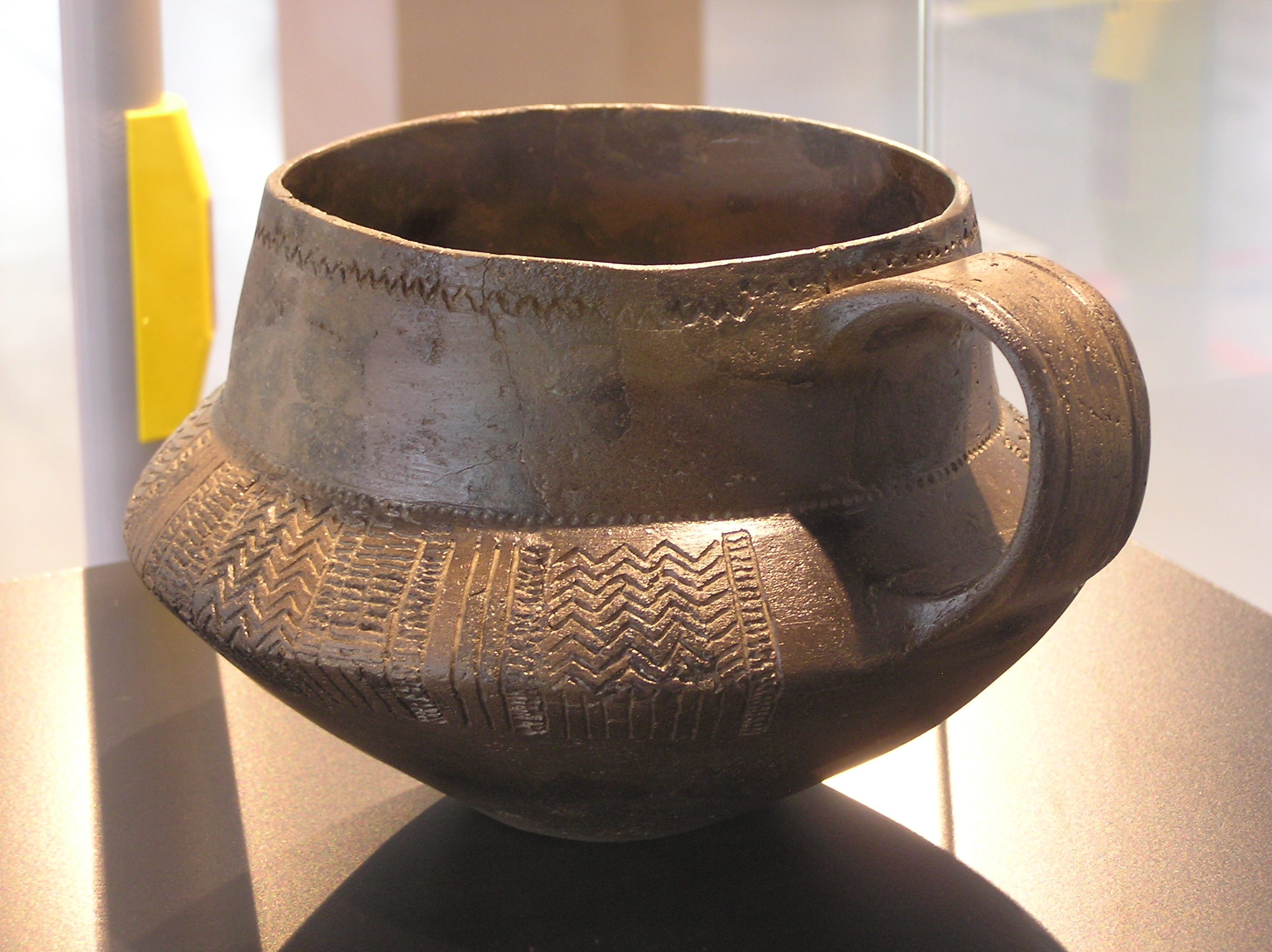
Tasse aus dem Jungneolithikum ca. 2800 v. Chr.

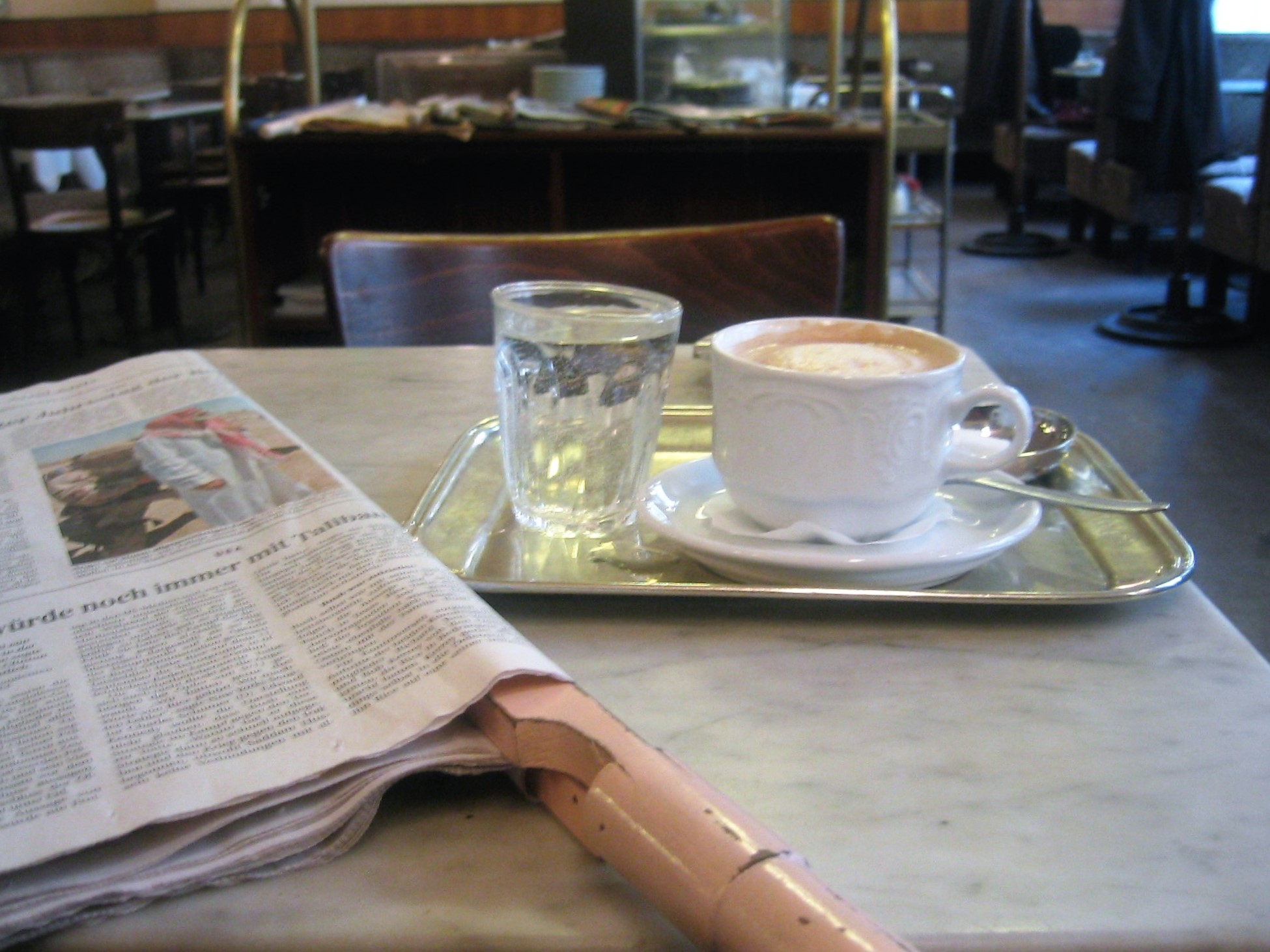
Wiener Kaffeehauskultur: Tasse bezeichnet das kleine Serviertablett, das Trinkgefäß nennt man Becher oder Häferl

Das Wort Tasse ist ein aus dem Französischen stammendes Lehnwort (tasse) arabischen Ursprungs (arabisch طاس, DMG ṭās, auch ṭās(s)a, „Schälchen, Napf“). Das Wort wurde im 16. Jahrhundert ins Deutsche übernommen. Das arabische Wort soll auf das persische Wort tašt (ausgesprochen tascht, „Becken, Schale“) zurückgehen. Arabisch-persisch tāsa bezeichnet eine flache Kesseltrommel, die seit der Mogulzeit (ab dem 16. Jahrhundert) als tasha in Indien bekannt ist und seit dem 19. Jahrhundert in der Schreibweise tassa für denselben Kesseltrommeltyp in der Karibik steht.
Da Porzellan aus dem alten China stammt, muss angenommen werden, dass das persische Wort auf Handel mit Porzellan zurückgeht. Der Ausdruck Tasse wird meist nur für das Oberteil – die Obertasse – verwendet. Für den Untersatz hat sich die Zusammensetzung Untertasse durchgesetzt.
In Österreich und im süddeutschen Raum hingegen kann Tasse auch eine Untertasse oder ein kleines Metalltablett bezeichnen, wie es üblicherweise im Wiener Kaffeehaus benutzt wird. Als geläufige Variante dazu existiert das Wort Tatz(e) bzw. (als Verkleinerungsform) Tatzl oder Tatzerl, das aus dem italienischen tazza (= Tasse) stammt. Diese Wortformen bezeichnen ausschließlich einen Untersatz (vgl. das Biertatzl für den Bierdeckel). Das italienische Wort geht ebenfalls auf das arabische tas zurück.
Teils ist man der Meinung, dass Tasse ursprünglich und schon vor dem 16. Jahrhundert aus dem Italienischen übernommen worden und erst später an die französische Lautung angeglichen worden sei.
Das österreichische Wort Häferl (in manchen Gegenden auch Haferl) ist die Verkleinerungsform des alten Wortes Hafen (Nebenform: Häfen) für einen steinernen Topf, ein Gefäß, eine Einfassung. Häferl sind in der Regel eher größere Tassen mit Henkel, deren Wände gerade nach oben verlaufen, Boden und obere Öffnung also im Grunde gleich groß sind.

## Geschichte

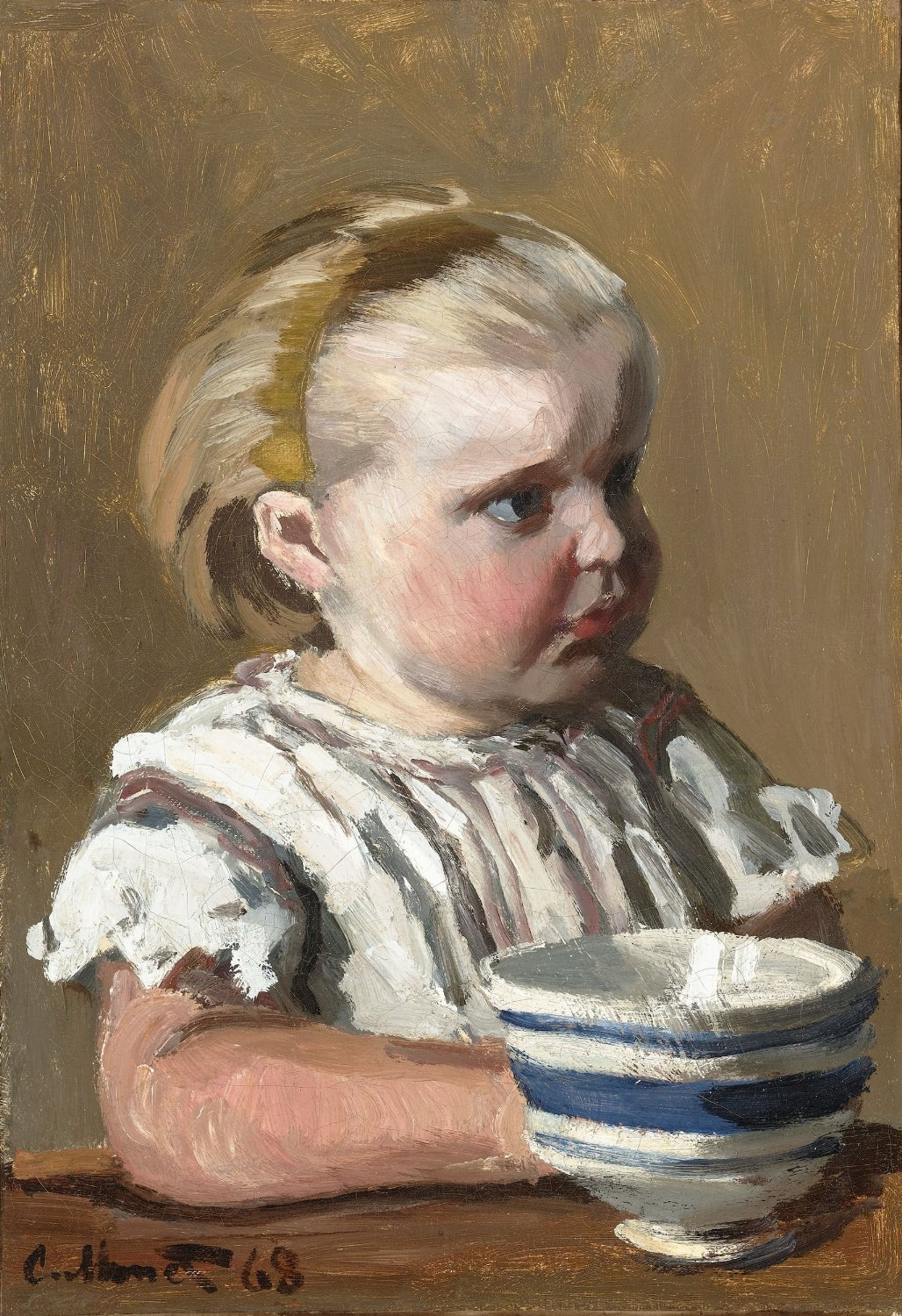
Kind mit Tasse – Porträt Jean Monet von Claude Monet

Die Ursprünge der Tasse reichen bis zur Zeit der Tang-Dynastie (618–906 n. Chr.) in China zurück, als das Porzellan erfunden wurde. Ihren Weg nach Europa fand die damalige Tasse Überlieferungen zufolge durch portugiesische Händler, welche etwa 1610 n. Chr. den ersten Tee aus China nach England importierten. Da seinerzeit sowohl der Tee als auch das Porzellan nur in sehr geringen Mengen vorhanden waren, war dieses Heißgetränk eine sehr lange Zeit lediglich wohlhabenden Europäern vorbehalten. Obwohl es viele Bemühungen gab, eigene Tassen aus Porzellan herzustellen, reichten die Resultate nicht an das Geschirr aus China heran, da es bei der Hinzugabe von heißem Wasser häufig zersprang. Das erste brauchbare europäische Porzellan wurde vom Alchemisten Johann Friedrich Böttger in der Stadt Meißen hergestellt, welche auch heute noch für ihr Meißner Porzellan bekannt ist. Da in Europa die Nachfrage nach Tassen sowie Teeschalen jedoch mit der Zeit nachließ, wurde etwa ab 1750 England das Zentrum der Produktion von Porzellan und Keramik. Dort wurde auch die Tasse mit Henkel erfunden, wie sie heute häufig verwendet wird.
In Preußen ehrte man Hundertjährige mit dem Präsent einer Hundertjahrtasse.
Anfang des 20. Jahrhunderts erfreute sich die Sammeltasse allgemeiner Beliebtheit.

## Material und Verwendung

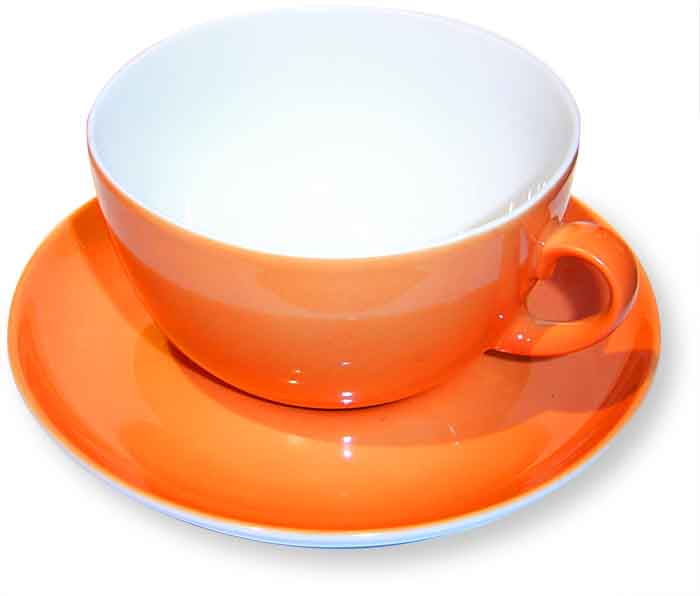
Größere Kaffeetasse (Obertasse mit Untertasse) im Stil der 1970er Jahre

Tassen werden meist zum Ausschank von Heißgetränken wie zum Beispiel Tee, Kaffee oder Kakao verwendet.
Die klassische Kaffee- oder Teetasse besteht aus Porzellan, Steinzeug, Irdenware oder Steingut und wird der Sitte entsprechend immer auf einer Untertasse (einem kleinen Teller) abgesetzt. Historische Schokoladentassen besitzen zudem einen Deckel. Verglichen mit der Kaffeetasse ist die Teetasse meistens flacher und weiter ausgeführt sowie typischerweise auch dünnwandiger. Es gibt jedoch auch Tassen aus anderen Materialien, beispielsweise Holz, Glas, Blech, Kunststoff oder Pappe.
Ein Kaffeeservice für 6 Personen besteht aus 21 Einzelteilen, nämlich 1 Kanne, 1 Milchgießer, 1 Zuckerdose, je 6 Ober- und Untertassen sowie 6 Kuchen- oder Dessertteller. Ein Teeservice hat oft die gleiche Anzahl von Einzelteilen, aber die Teller oder Milch- und Zuckerbehältnisse können fehlen.
Im Haushalt ist die Tasse auch zum Abmessen von Flüssigkeit oder Schüttgut wie etwa Mehl oder Zucker in Gebrauch. Die Tasse ist daher auch ein Schöpfmaß. „1 Tasse“ entspricht in deutschen Rezepten meist einem Achtelliter (125 ml); in Übersetzungen aus dem englischsprachigen Raum kann jedoch auch die Maßeinheit „cup“ gemeint sein, die eher einem Viertelliter entspricht (250 ml) (in englischen Rezepten ~284 ml, in amerikanischen Rezepten ~236 ml).
Tassenkopf ist eine alte Bezeichnung für die Obertasse und bedeutet als Maßeinheit ebenfalls 1⁄8 Liter.

## Ausformungen

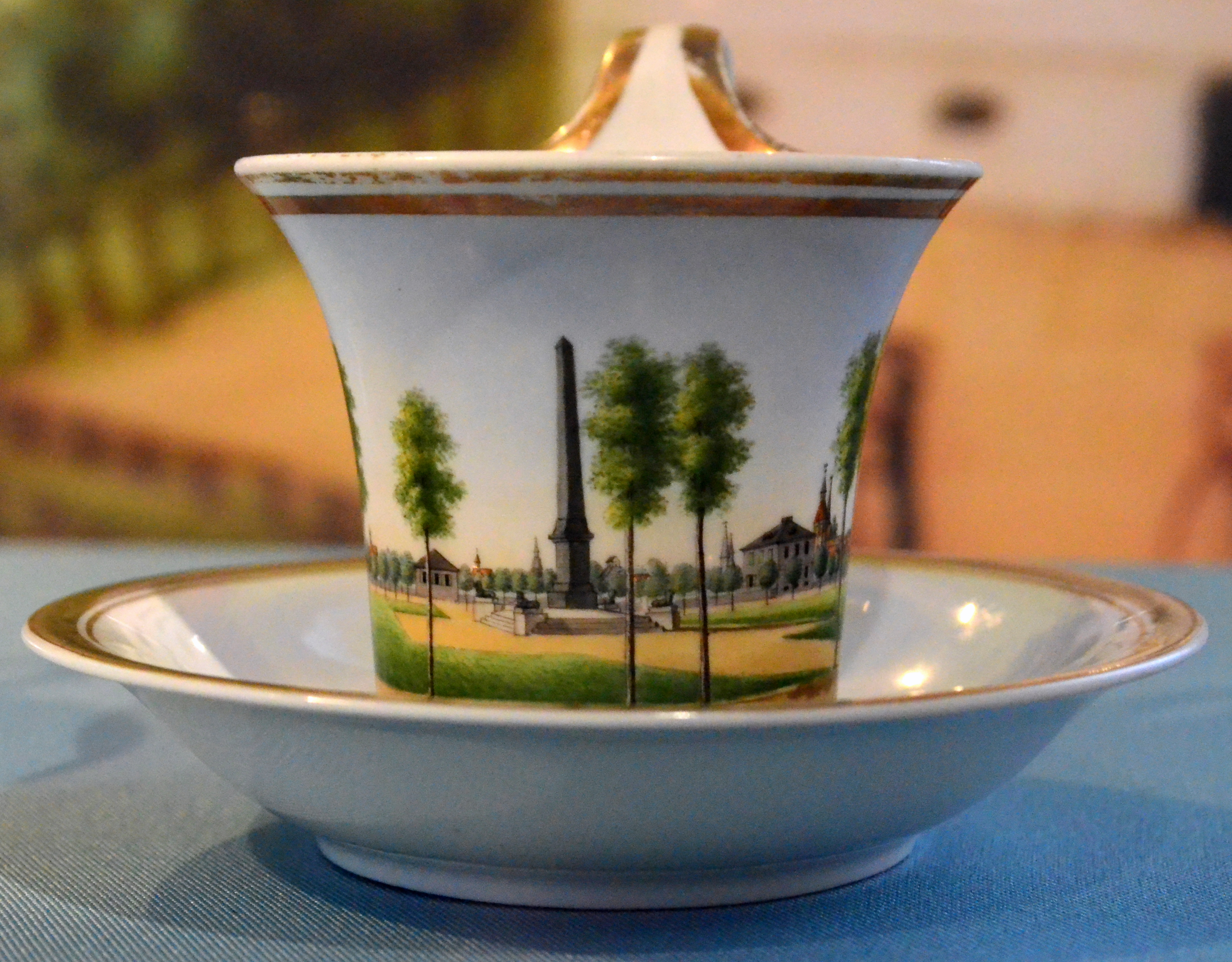
Biedermeier-Tasse der Porzellanmanufaktur Fürstenberg von ca. 1830: Sie zeigt den Obelisken auf dem Löwenwall in Braunschweig.

Im Kaffeeservice sind Tassen kleine, flache Trinkgefäße mit 125 ml. Solche werden auch als Schale bezeichnet. Große, hohe Tassen mit einem Fassungsvermögen von 250 ml oder mehr gelten auch als Becher oder Häferl. 
Tassen werden in unterschiedlichen Formen hergestellt und sind oft künstlerisch gestaltet. Während Becher typischerweise zylindrisch oder konisch, mit einer Höhe größer dem Durchmesser und eher einfach gestaltet sind, werden Tassen in ihrer Form häufig freier gestaltet und können zylindrisch, konisch, bauchig oder gerade nach oben verlaufend geformt sein. Eine Tasse zeichnet sich gegenüber einem Becher auch dadurch aus, dass an ihr immer ein Henkel angebracht ist, während dies beim Becher nicht der Fall sein muss.

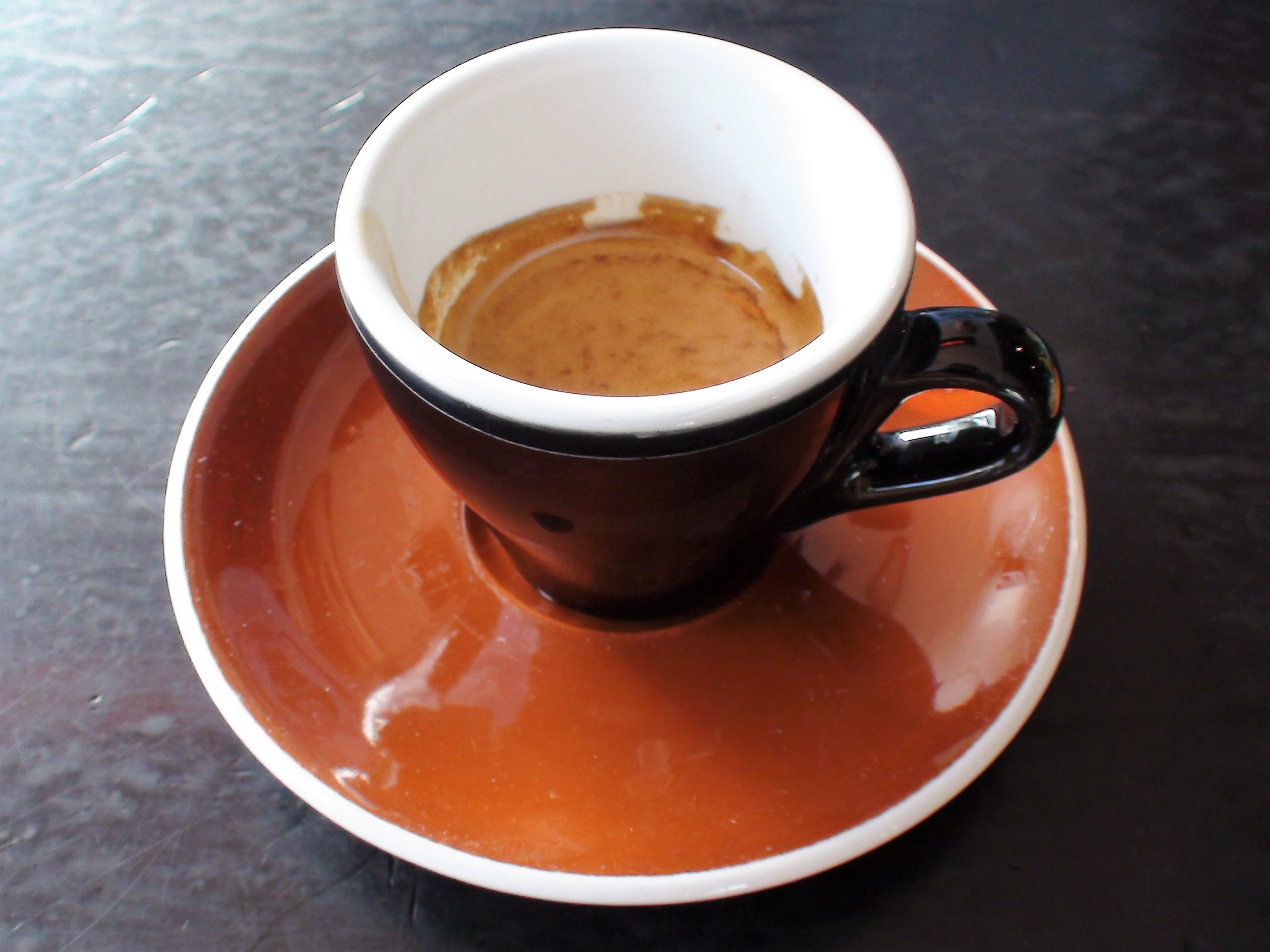
Typische, dickwandige Espressotasse

Die Größe einer Tasse hängt auch von der Art des darin enthaltenen Getränks ab. So ist die Espressotasse klein, weil starker Kaffee meist in kleinen Portionen genossen wird. Die Tasse für Milchkaffee ist dagegen wesentlich größer als eine normale Kaffeetasse. Die französischen Tassen (eigentlich sind es Schalen) für Café au lait haben typischerweise keinen Henkel. Sie werden gemeinhin, wie auch das in ihnen enthaltene Getränk, bol genannt.

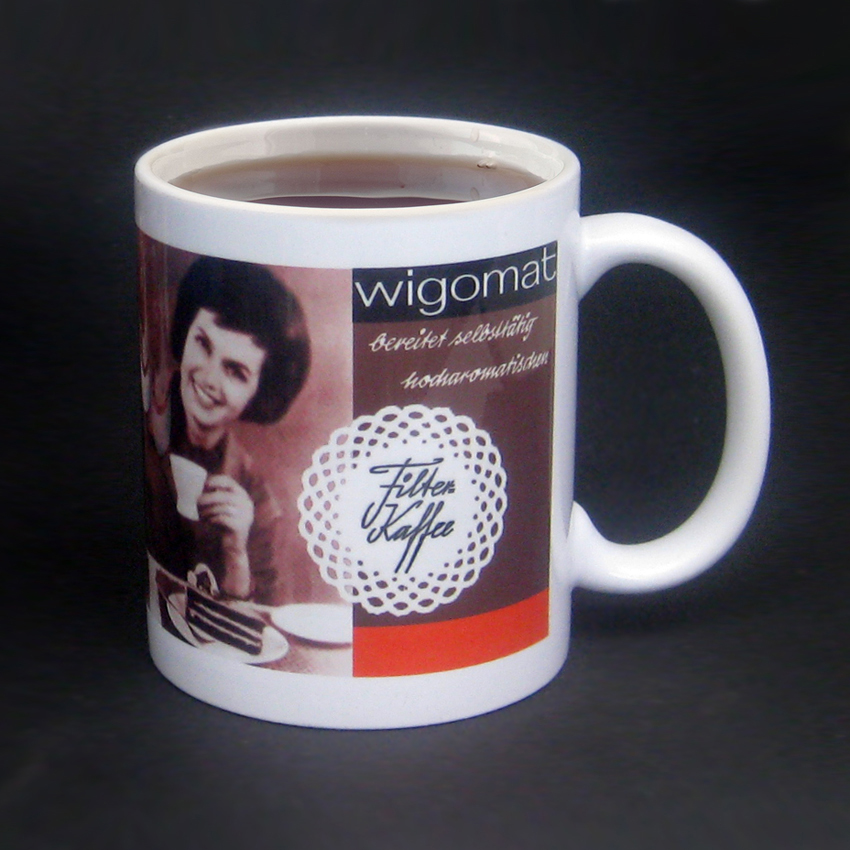
Beispiel einer Mug, die der hohen Form wegen auch als Becher oder Häferl bezeichnet wird und häufig in der Gastronomie anzutreffen ist

In letzter Zeit  kommen sogenannte Mugs (englisch für „Henkelbecher“) in Mode. Damit werden Becher bezeichnet, die größer als klassische Kaffeetassen sind, ohne Untertasse benutzt werden und oft einen Henkel besitzen. Teilweise sind diese Mugs auch doppelwandig ausgeführt und mit einem Deckel versehen. Dadurch soll ein Heißgetränk länger seine Wärme behalten beziehungsweise ein Kaltgetränk (etwa Eistee) sich nicht rasch erwärmen.
Auf körperliche Umstände konstruktiv angepasst waren/ sind die Barttasse sowie die Schnabeltasse, sogar den Bedingungen in der Schwerelosigkeit des Weltraumes passte man die Kapillar-Kaffeetasse an. Eine Suppentasse ist typischerweise mit zwei Henkeln ausgestattet.
Eine Zaubertasse ist mit einem Farbaufdruck versehen, deren Motiv sich aufgrund von Thermochromie ändern kann.
In die moderne Kunst Einzug nahm im Jahr 1936 die Pelztasse.
|                       | Höhe-Breite- Verhältnis | Henkel | Untertasse | Inhalt (l) |
| --------------------- | ----------------------- | ------ | ---------- | ---------- |
| Mug                   | ca. 3:1                 | 0 (1)  | 0          | 0,33–0,4   |
| Becher                | ca. 2:1                 | 0      | 0          | 0,3–0,4    |
| Häferl (Henkelbecher) | ca. 2:1                 | 1      | 0          | 0,3–0,4    |
| Kaffeetasse           | ca. 1:1                 | 1      | 1          | 0,2–0,25   |
| Teetasse              | ca. 1:2                 | 1 (0)  | 1          | 0,2–0,25   |
| Bol                   | ca. 1:2                 | 0      | 0          | 0,35–0,5   |
| Suppentasse           | ca. 1:3                 | 2      | 0 (1)      | 0,35–0,5   |

## Sprachliche Wendungen
Gängige Wendungen, die den Begriff Tasse enthalten, sind Ausdrücke, in denen das Wort nicht den eigentlich damit bezeichneten Gegenstand benennt. Im nicht-übertragenen Sprachgebrauch meint Tasse einen anderen Gegenstand:
- Hoch die Tassen! bezeichnet als zeremonielle Phrase die Aufforderung zum Erheben von Gläsern, Bechern oder Krügen, die als Trinkgefäße für Bier oder andere Kaltgetränke dienen.
- Fliegende Untertassen haben als sprachliche Analogie ihren Namen von angeblichen rundlich-flachen Lichterscheinungen unbekannter Flugobjekte (UFO).

Im übertragenen Sinne bezieht sich Tasse auf den Kopf bzw. auf den Geist des Menschen:
- Die Metapher Nicht alle Tassen im Schrank haben bedeutet umgangssprachlich eine herablassende Bemerkung, bei der die Kompetenz oder geistige Gesundheit der Angefragten bestritten oder angezweifelt wird.
- Die Metapher Trübe Tasse ist ein umgangssprachlicher und eher abwertender, aber auch scherzhaft zu verwendender Ausdruck für langweiliger (dummer) Mensch.

In diesem Falle hat die Tasse nichts mit dem Trinkgefäß zu tun, sondern leitet sich vom jiddischen Wort toshia ab, was so viel wie Verstand bedeutet.